# Абдулреза Карегар
Абдулреза Карегар (перс. عبدالرضا کارگ; нар. 1 лютого 1974) — іранський борець вільного стилю, чемпіон Азії, срібний призер Кубку світу, чемпіон світу серед військовослужбовців, чемпіон Всесвітніх ігор військовослужбовців, чемпіон світу серед студентів.

## Життєпис
Боротьбою почав займатися з 1993 року. У 1995 році став чемпіоном світу серед молоді.
Виступав за спортивний клуб «Анджаді» Тегеран. Тренер — Хадір Ноходжі.

## Спортивні результати на міжнародних змаганнях

### Виступи на Чемпіонатах світу
| Змагання                        | Збірна | Вагова категорія          | Місце |
| ------------------------------- | ------ | ------------------------- | ----- |
| Чемпіонат світу з боротьби 1997 | Іран   | вільна боротьба, до 97 кг | 15    |

### Виступи на Чемпіонатах Азії
| Змагання                       | Збірна | Вагова категорія          | Місце  |
| ------------------------------ | ------ | ------------------------- | ------ |
| Чемпіонат Азії з боротьби 1997 | Іран   | вільна боротьба, до 97 кг | Золото |

### Виступи на Кубках світу
| Змагання                    | Збірна | Вагова категорія          | Місце  |
| --------------------------- | ------ | ------------------------- | ------ |
| Кубок світу з боротьби 1996 | Іран   | вільна боротьба, до 90 кг | Срібло |

### Виступи на інших змаганнях
| Змагання                                                  | Збірна | Вагова категорія          | Місце  |
| --------------------------------------------------------- | ------ | ------------------------- | ------ |
| Всесвітні ігри військовослужбовців 1995                   | Іран   | вільна боротьба, до 90 кг | Золото |
| Чемпіонат світу з боротьби серед військовослужбовців 1997 | Іран   | вільна боротьба, до 97 кг | Золото |
| Кубок Азії і Океанії з боротьби 1997                      | Іран   | вільна боротьба, до 97 кг | Бронза |
| Чемпіонат світу з боротьби серед студентів 1998           | Іран   | вільна боротьба, до 97 кг | Золото |

### Виступи на змаганнях молодших вікових груп
| Змагання                                     | Збірна | Вагова категорія          | Місце  |
| -------------------------------------------- | ------ | ------------------------- | ------ |
| Чемпіонат світу з боротьби серед молоді 1995 | Іран   | вільна боротьба, до 90 кг | Золото |